# Краснолучский горно-промышленный колледж
Краснолучский горно-промышленный колледж — высшее учебное заведение в городе Красный Луч Луганской области.

## История
Быстрое развитие угольной промышленности Донбасса в ходе индустриализации СССР потребовало подготовки дополнительного количества квалифицированных инженерно-технических кадров. В 1928 году был поставлен вопрос об открытии техникума в городе Красный Луч, в 1929 году начались работы по исполнению этого решения. 23 июля 1930 года в соответствии с постановлением ЦИК и СНК СССР был создан Краснолучский горный техникум.
До начала Великой Отечественной войны техникум подготовил около 2 тысяч горных мастеров и техников.
В ходе войны в октябре 1941 года части РККА остановили наступающие немецкие войска на реке Миус в шести километрах от города, начались оборонительные бои, которые приняли ожесточённый характер, Красный Луч подвергался артиллерийским обстрелам и воздушным бомбардировкам. 18 июня 1942 года немецкие войска оккупировали город.
1 сентября 1943 года части 51-й армии Южного фронта освободили город и началось его восстановление. При отступлении немецкие войска полностью разрушили здание техникума и его общежития (от которых остались только стены), но после окончания войны в соответствии с четвёртым пятилетним планом восстановления и развития народного хозяйства СССР учебное заведение было восстановлено и возобновило работу.
В 1965 году техникум имел дневное и вечернее отделение, в его состав входили учебный корпус, столовая, три общежития на 600 учащихся и два филиала (в городе Вахрушево и в городе Петровское). 12 ноября 1965 года техникум был передан в ведение Министерства угольной промышленности СССР.
В период с начала деятельности до 1968 года техникум подготовил свыше 7 тысяч горных специалистов. Кроме того, преподаватели и учащиеся техникума принимали активное участие в работе общества "Знание", программе озеленения и благоустройства улиц, закладке 9 мая 1965 года городского парка и общественной жизни города.
После провозглашения независимости Украины техникум был передан в ведение министерства образования Украины.
В марте 1995 года Верховная Рада Украины внесла техникум в перечень объектов, приватизация которых запрещена в связи с их общегосударственным значением.
20 августа 2008 года техникум был переименован в Краснолучский горно-промышленный колледж.
С весны 2014 года - в составе Луганской Народной Республики.

## Современное состояние
Колледж является высшим учебным заведением I уровня аккредитации.

## Известные студенты
- Попов, Василий Лазаревич - Герой Советского Союза
- Резников, Вадим Федотович - дважды Герой Социалистического Труда